# Рокитно (гмина)
Рокитно (пол. Rokitno) — сельская гмина (волость) в Польше, входит как административная единица в Бяльский повет, Люблинское воеводство. Население — 3347 человек (на 2004 год).

## Сельские округа
1. Целесница
2. Целесница-ПГР
3. Дерло
4. Клёновница-Дужа
5. Колчин
6. Колчин-Колёня
7. Липница
8. Михалки
9. Михалки-Колёня
10. Ольшин
11. Покинянка
12. Пратулин
13. Рокитно
14. Рокитно-Колёня
15. Зачопки
16. Зачопки-Колёня
17. Холодница

## Соседние гмины
1. Гмина Бяла-Подляска
2. Гмина Янув-Подляски
3. Гмина Тересполь
4. Гмина Залесе